# Dalgränsen
Dalgränsen är en by i Hofors kommun i Gävleborgs län, Gästrikland. Orten ligger mycket nära gränsen till Dalarna.
Här finns bland annat företaget Dalgränsens Mekaniska AB.
Riksväg 68 samt järnvägslinjen Godsstråket genom Bergslagen går igenom byn.